# Loire (departement)
Loire je francouzský departement ležící v regionu Auvergne-Rhône-Alpes. Název je odvozen od řeky Loiry. Hlavní město je Saint-Étienne.

## Administrativní rozdělení
| Arrondissement | Počet obyvatel (1999) | Rozloha (km²) | Hustota zalidnění | Počet kantonů | Počet obcí |
| -------------- | --------------------- | ------------- | ----------------- | ------------- | ---------- |
| Montbrison     | 160.289               | 1959          | 82                | 10            | 138        |
| Roanne         | 152.659               | 1780          | 86                | 11            | 115        |
| Saint-Étienne  | 415.576               | 1041          | 399               | 19            | 74         |

## Historie
Departement byl ustaven za vlády jakobínů 19. listopadu 1793, jeho hlavním městem se sídlem prefektury se postupně staly:
- Feurs 1793–1795
- Montbrison 1795–1855
- Saint-Étienne od 1855 dosud

Pro své hrady, zámky a kláštery patří k turisticky nejatraktivnějším oblastem Francie.

## Nejvýznamnější a největší města
- Saint-Étienne
- Saint-Chamond, Loire
- Roanne
- Firminy
- Montbrison
- Saint-Just-Saint-Rambert

## Významné památky

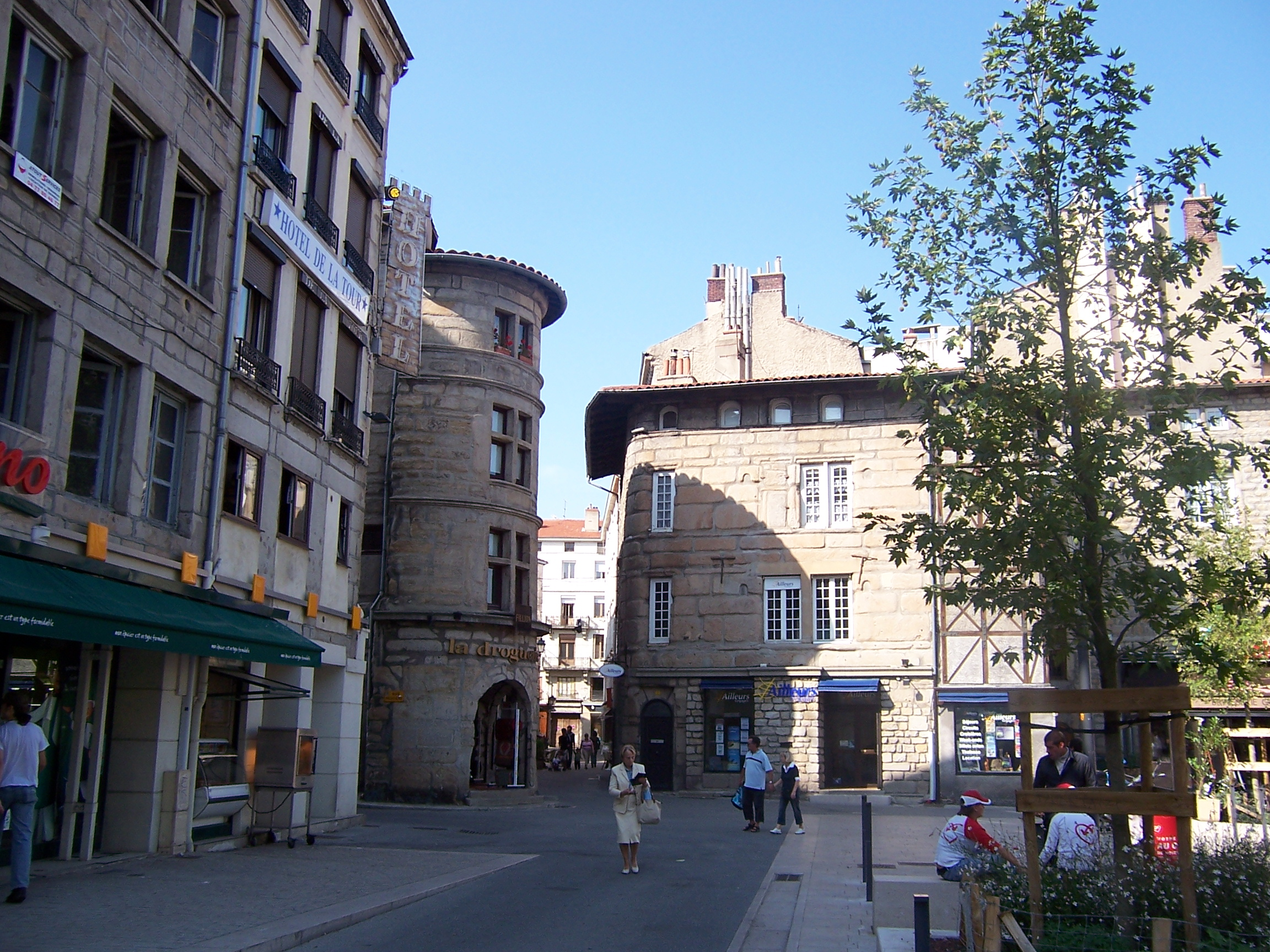
Saint-Étienne
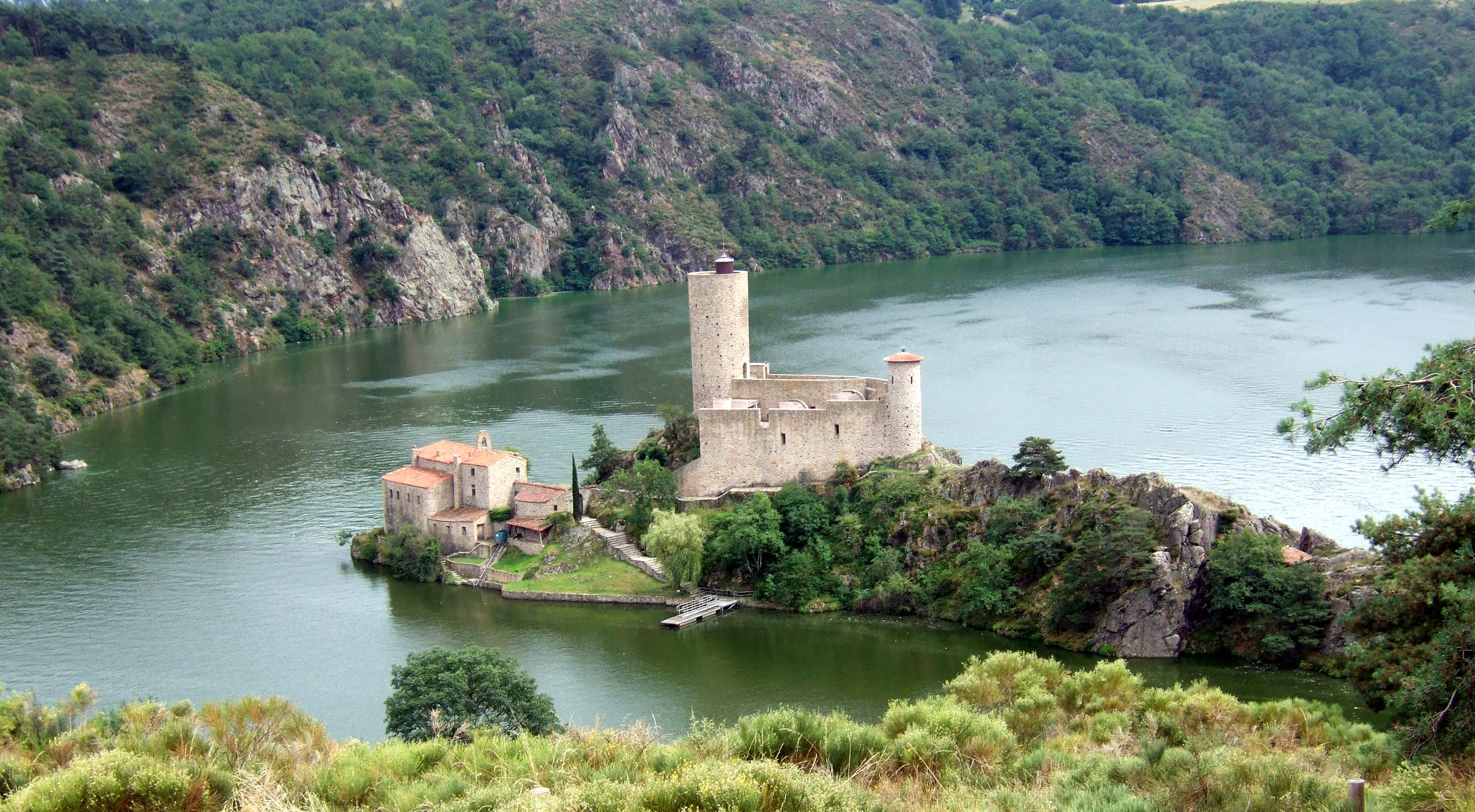
Zámek Grangent
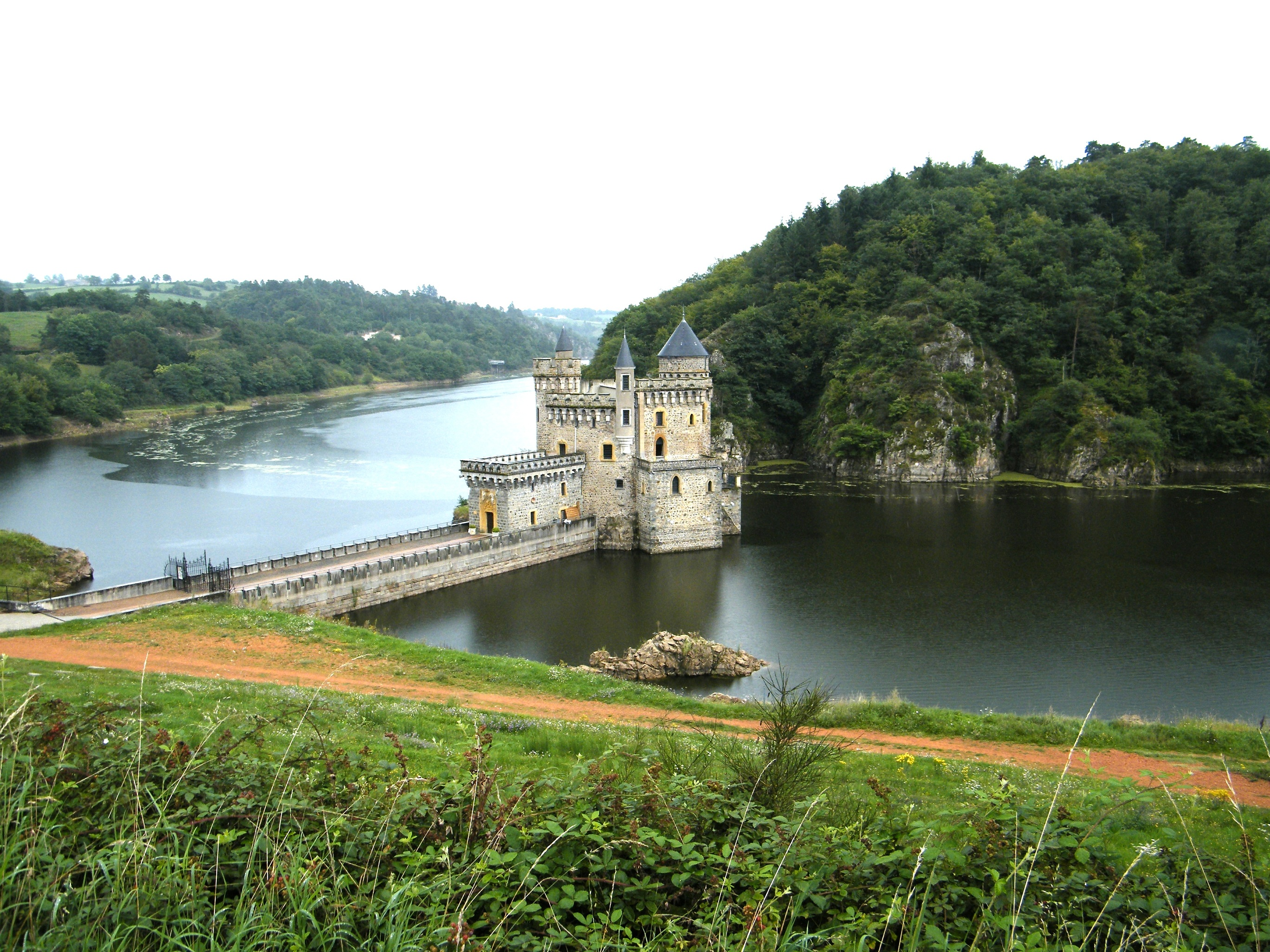
Saint-Priest-la-Roche, zámek de la Roche
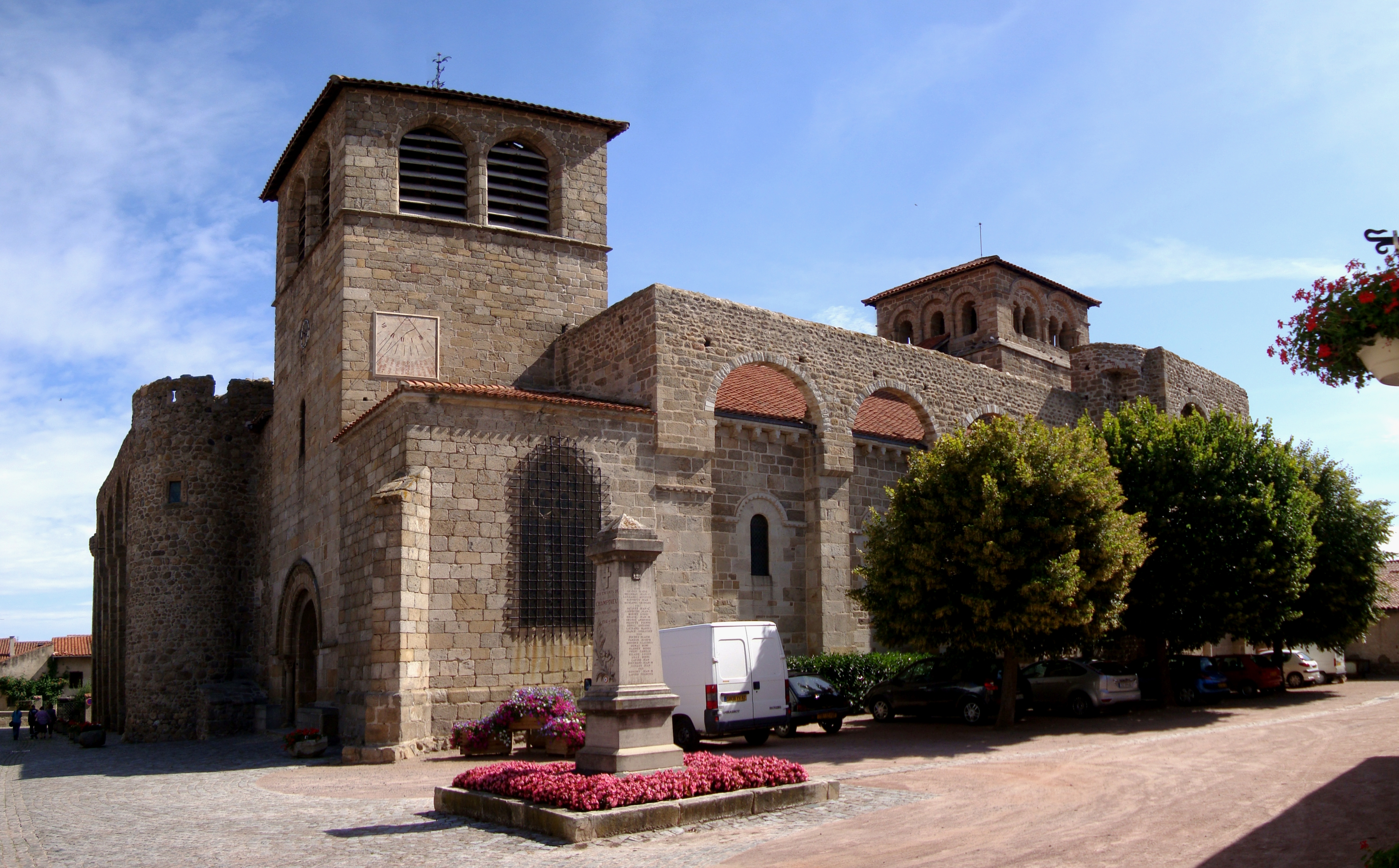
Champdieu
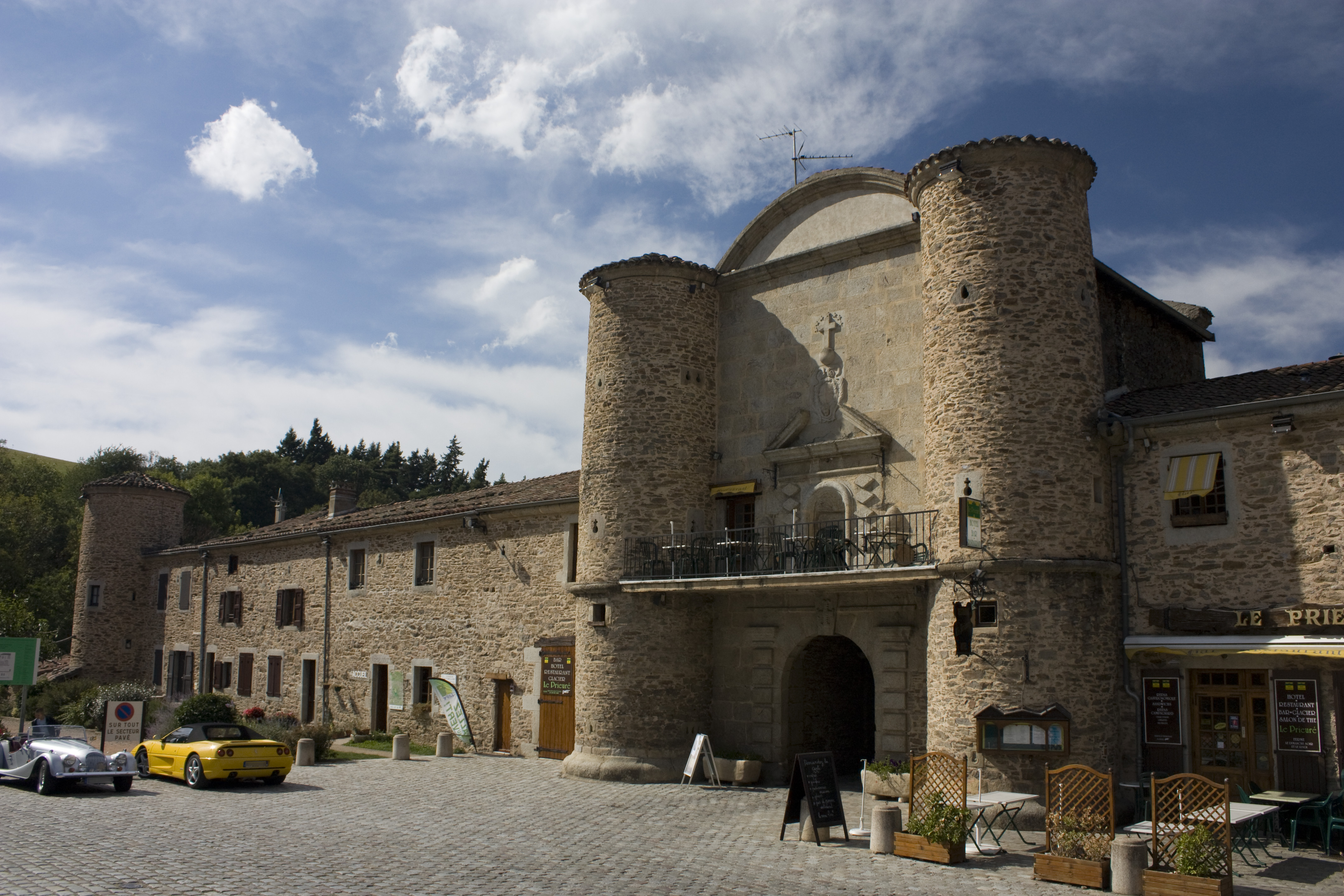
Sainte-Croix-en-Jarez